# ヴァリアン・アソシエイツ
ヴァリアン・アソシエイツとはかつて存在した企業。

## 概要
現在におけるハイテクベンチャーの先駆けともいえる企業で、1930年代末に過去にスタンフォード大学で学んでいたSigurd Fergus Varianと兄のRussell Harrison Varianの兄弟が柔軟性の高いマイクロ波送受信装置であるクライストロン管を発明すると、同大学はその技術の応用で取得した特許すべての50%の権利と引き替えに、100ドル分の原材料と、物理実験室の無料使用を認めた。クライストロン管はアメリカの対空対潜レーダーに欠かせないものとなった。
1948年にSigurd Fergus Varian、Russell Harrison VarianとEdward Ginzton、William Webster Hansen達によって熱、音響、光、分光、X線、荷電粒子、電気、磁気、固体、液体及び気体の物性等の物理学、真空工学、電気化学の研究、応用を目的に設立された。創業からしばらくしてスタンフォード大学の産業パークに入居した。設立当初は22,000ドルの出資金でスタートしたが追加資金が集まらず、共同創業者のHansenが自宅を抵当に17,000ドルを借り入れたり、役員や従業員から資金を集めたりした。
彼らは当初クライストロンの販売や放射線療法のために光子を生成するための小型の線形加速器のような他の技術開発を目的として設立した。
彼らは同様に核磁気共鳴技術にも関心を抱いた。ラッセルの妻のドロシーも同様に会社での開発と運営に参加した。1948年4月20日に博士課程の学生時代からヴァリアン兄弟と共に働いたスタンフォード大学の物理学科長だったLeonard I. Schiff、H. Myrl Stearns、ラッセル、ドロシー、シガードとPaul B. Hunterの9人の役員が設立に署名した。創業時の従業員はヴァリアン兄弟、ドロシー、Myrl Stearns、Fred SalisburyとDon Snowの6人だった。スタンフォード大学の学部の複数のメンバーから技術と経営の支援を受けた。
会社は当初、サンカルロスを拠点として$22,000の資金で始まった。会社は従業員によって所有されるべきであるというラッセルの信念と彼の外部の投資家からの資金調達で問題が引き起こされることへの懸念により、投資ファンドからの資金の調達は選択しなかった。ハンセンは彼の家を担保に$17,000を追加で投資してグループは資金を彼らの友人から調達した。$120,000の資金が必要になった時にも会社は資本を全て従業員、管理職とコンサルタントと少数の地元の投資家達に株を分配して資金を調達した。1953年にヴァリアンアソシエイツはパロアルトのスタンフォードインダストリアルパークへ移転して最初の入居者になった。ヴァリアン兄弟の死後、複数の会社が設立され、その中の一社で分析機器を開発、製造するヴァリアン, Inc.は2010年5月にアジレント・テクノロジーに買収された。
ヴァリアンアソシエイツの1950年代の主要な契約は原子爆弾のための信管の開発だった。ヴァリアン兄弟は当初はクライストロンと他の技術を専守防衛用の兵器のために供給していたが、この契約は異なった。経営陣は進歩主義的ではあったものの、政治的にソビエトのマルクス主義には共感しておらず、同様に生き残るために軍との契約を必要としていてこの種の技術的な課題に挑んだ。1958年初頭にラッセルとシガードは彼らの信条に反する大量破壊兵器の開発に手を染めることになった。彼らの開発したR-1信管は1960年代の大半の核ミサイルに使用された。
リットンインダストリーズやアンペックス、ヒューレットパッカードと並び、シリコンバレーの黎明期の企業の一社で半導体産業や分析機器、医療機器の分野で大きな影響を及ぼした。
経営には一時期、ヒューレット・パッカードの共同創業者であるデビッド・パッカードも参画していた。
核磁気共鳴分光計や電子スピン共鳴、X線撮影の分野では先駆的な役割を果たした。

## 関連企業

### ヴァリアン・データ・マシーンズ
1966年にコンピュータの市場に参入したが、競争に敗れて1977年にスペリーに買収された。
16ビットの汎用コンピュータを製造販売していた。

### ヴァリアン.Inc
1999年に事業の分割により設立された企業で核磁気共鳴分光計等の分析機器を開発、製造した。2010年5月にアジレント・テクノロジーに買収された。

### ヴァリアン・セミコンダクター
1999年に事業の分割により設立された企業で半導体製造用のイオン注入装置を開発、製造した。2011年にアプライド・マテリアルズに買収された。

### ヴァリアン・メディカルシステムズ
1999年に事業の分割により設立された企業で医療機器を開発、製造する。

## 沿革
- 1948年 - 設立
- 1953年 - パロアルトへ移転
- 1956年 - ニューヨーク証券取引所に株式を公開
- 1959年 - Russell Harrison Varianが死去
- 1961年 - Sigurd Fergus Varianが死去
- 1967年 - 日本電気との合弁会社である日電バリアンが設立
- 1999年 - 事業を半導体、医療機器と分析機器の3分野に分割

## 製品
- 核磁気共鳴分光計
- 原子吸光分光光度計
- 可視紫外分光光度計
- ICP発光分光光度計
- ICP質量分析装置
- ガスクロマトグラフ質量分析計
- 高速液体クロマトグラフ質量分析計
- フーリエ変換赤外分光光度計
- ラマン分光光度計
- リークディテクター
- ターボモレキュラーポンプ
- イオンポンプ
- 真空計